# Gaius Camurius Clemens
Gaius Camurius Clemens (vollständige Namensform Gaius Camurius Gai filius Lemonia Clemens) war ein im 2. Jahrhundert n. Chr. lebender Angehöriger des römischen Ritterstandes (Eques).

## Leben
Durch eine Inschrift sind einzelne Stationen seiner Laufbahn bekannt, die er im ersten Viertel des 2. Jahrhunderts absolvierte.
Clemens war zunächst viermal als Praefectus fabrum für einen oder mehrere Senatoren tätig. Danach wurde er von Trajan als praefectus iure dicundo in Attidium eingesetzt, um den Kaiser zu vertreten, den die Decurionen der Stadt als Duumvir gewählt hatten.
Im Anschluss folgte seine militärische Laufbahn, die aus den für einen Angehörigen des Ritterstandes üblichen Tres militiae bestand. Er wurde zunächst Präfekt der Cohors VII Raetorum equitata, die in der Provinz Germania superior stationiert war. Danach übernahm er als Militärtribun die Leitung der Cohors II Ulpia Petraeorum milliaria equitata. Als dritte Stufe folgte der Posten eines Präfekten der Ala Petriana milliaria civium Romanorum bis torquata, die in der Provinz Britannia stationiert war.
Nach Beendigung seiner militärischen Karriere übernahm Clemens Positionen in der Verwaltung. Er war zunächst procurator Augusti ad Miniciam; der Posten war mit einem Jahreseinkommen von 60.000 Sesterzen verbunden. In dieser Funktion war er in porticus Minicia zuständig für die kostenlose Verteilung von Getreide an anspruchsberechtigte römische Bürger. Danach war er in der Provinz Aegyptus als procurator Augusti und Epistratege zuständig für die Verwaltungsbezirke Heptanomia und Nomos Arsinoites; dieser Posten war ebenfalls mit einem Jahreseinkommen von 60.000 Sesterzen verbunden.
Clemens war in der Tribus Lemonia eingeschrieben. Er stammte aus Attidium in Umbrien, wo auch die Inschrift gefunden wurde.